# 게이트 (2018년 영화)
《게이트》는 2018년에 개봉한 대한민국의 영화이다. '박근혜-최순실 게이트'를 영화의 모티브로 하였다.

## 캐스팅
- 정려원 : 소은 역 - 설계 DNA 소유자
- 임창정 : 정진 역 - 기억상실증에 걸린 전직 검사
- 정상훈 : 민욱 역 - 야심꾼
- 이경영 : 장춘 역 - 금고털이 기술자
- 이문식 : 철수 역 - 뒷통수 치기의 프로 연기파 도둑
- 김도훈 : 원호 역 - 해커
- 선우은숙 : 옥자 역 - 원호 모
- 정경순 : 애리 역
- 김보민 : 미애 역
- 임철형 : 은탁 역 - 상훈패거리
- 고동옥 : 광호 역 - 상훈패거리
- 김효민 : 남호 역 - 상훈패거리
- 한이진 : 동구 역
- 박정준 : 규철 의사 역
- 이진솔 : 규철 간호사 역
- 이재국 : 김 실장 역
- 이승모 : 금정리 노인 역
- 임영덕 : 대기업 용역 1 역
- 백정우 : 대기업 용역 2 역
- 김말구 : 대기업 용역 3 역
- 미스터 팡 : 면접관 1 역
- 황비 : 면접관 2 역
- 우가은 : 캐피탈 직원 1 역
- 류기산 : 캐피탈 직원 2 역
- 서정구 : 캐피탈 직원 3 역
- 전정일 : 응급실 의사 역
- 김윤주 : 응급실 간호사 1 역
- 최서현 : 응급실 간호사 2 역
- 오창근 : 응급실 간호사 3 역
- 최이준 : TV중앙 기자 역
- 김경주 : 마작 사모님 1 역
- 조미라 : 마작 사모님 2 역
- 김보민 : 마작 사모님 3 역
- 조영란 : 마작 사모님 4 역
- 홍선민 : 마작 사모님 5 역
- 강수호 : 마작 중년남 1 역
- 서병덕 : 마작 중년남 2 역
- 강승완 : 성철 역
- 신동훈 : 중국집 배달원 역
- 이세랑 : 집주인 역
- 유아란 : 신사복 점원 역
- 배수경 : 수행비서 1 역
- 나수민 : 수행비서 2 역
- 김종태 : 별장 사내 1 역
- 최성식 : 별장 사내 2 역
- 진수선 : 별장 사내 3 역
- 이용원 : 별장 사내 4 역
- 한승오 : 별장 순경 역
- 박원우 : 별장 정장남 1 역
- 김양원 : 별장 정장남 2 역
- 한수경 : 철수 처 역
- 조아현 : 철수딸 역
- 김지성 : 철수아들 1 역
- 서인성 : 철수아들 2 역
- 김선유 : 클리닉원장 역
- 김연정 : 클리닉간호사 1 역
- 이수아 : 클리닉간호사 2 역
- 이석원 : 후배검사 역
- 설민영 : 호텔남 1 역
- 강동균 : 호텔남 2 역
- 안성민 : PC방 학생 역
- 오세인 : 목소리 출연
- 김승주 : 목소리 출연
- 김시유 : 목소리 출연
- 이태리 : 목소리 출연
- 손은아 : 목소리 출연
- 최세라 : 목소리 출연
- 윤송아 : 김 원장 역 (우정출연)
- 이세나 : 의상실 실장 역 (우정출연)
- 김미향 : 규철 모 역 (우정출연)
- 김경룡 : 별장경찰 역 (우정출연)
- 서진원 : 조경정 역 (우정출연)
- 김영선 : 클리닉사모님 역 (우정출연)
- 최윤슬 : 아나운서 역 (특별출연)

## 같이 보기
- 2018년 대한민국의 영화 목록